# إنريكو تيلليني
إنريكو تيليني جنرال إيطالي (مواليد 25 أغسطس 1871 ، توفي 27 أغسطس 1923) والذي أُغتيل سنة 1923 وتسبب بأزمة كورفو

## حياته
ولد إنريكو في كاستيلنوفو دي غارفاغنانا في مقاطعة لوكا ضمن إقليم توسكانا أمضى طفولته في فلورنسا ثم تطوع في الجيش البري الإيطالي في المدارس العسكرية في فلورنسا. رقي إلى رتبة رائد سنة 1901. شارك في الحرب العثمانية الإيطالية كما شارك في معركة كابوريتو خلال الحرب العالمية الأولى.

## اغتياله
أٌرسل تيلليني سنة 1923 ضمن فريق من عصبة الأمم لمراقبة الحدود المتنازع عليها بين اليونان وألبانيا، وقد أطلق عليه النار ومن المحتمل أن من إغتاله كان يوناني. طالب بينيتو موسوليني من الحكومة اليونانية بمبلغ 50 مليون ليرة إيطالية كتعويض له وإعدام القتلة. وفي يوم 31 أغسطس 1923 احتلت القوات الإيطالية كورفو كنتيجة لهذه الأزمة.